# I Still Miss Someone
I Still Miss Someone — песня американского исполнителя Джонни Кэша, написанная им совместно с братом Роем Кэшем и выпущенная в декабре 1958 года на обратной стороне сингла «Don't Take Your Guns to Town».

## Обзор
«I Still Miss Someone» была написана Кэшем совместно с его старшим братом Роем, и представляет собой медленную песню, в которой поётся от лица человека, который не может смириться с тем, что его оставила девушка, и чтобы он не делал постоянно вспоминает её.
В январе 1959 года песня вошла в первый альбом Кэша для Columbia Records The Fabulous Johnny Cash.
В 1963 году песня вошла в состав сборника Ring of Fire: The Best of Johnny Cash, названного по одной из самых известных песен певца «Ring of Fire». Начиная с 60-х песня звучала на большинстве концертов Кэша, включая знаменитое выступление в Фолсомской тюрьме, запись которого заняла вершину кантри-чарта и попала в топ-20 национального чарта США.
В 1998 году обе песни были включены в совместный c Вилли Нельсоном концертный альбом VH1 Storytellers: Johnny Cash & Willie Nelson.
Совместное закулисное исполнение песни Джонни Кэшем и Бобом Диланом, поющем и играющем на фортепиано, вошло в документальный фильм Eat the Document, запечатлевший мировое турне Дилана 1966 года. В 1969 году, Дилан пригласил Кэша записать песню дуэтом во время рекорд-сессий для своего альбома Nashville Skyline. Хотя, запись песни так и не была выпущена официально, в альбом вошло совместное исполнение старой песни Дилана «Girl from the North Country».

## Кавер-версии
Джоан Баэз записала песню для своего альбома 1964 года Joan Baez/5.
Бренда Ли значительно изменив текст выпустила свою версию песни на альбоме 1965 года The Versatile Brenda Lee, а также на «стороне Б» сингла «Truly, Truly, True».
Американская блюграсс группа Flatt & Scruggs записала песню для своего альбома 1965 года The Versatile Flatt & Scruggs, занявшего 45 строчку в чарте Hot Country Songs.
Песня вошла в альбом Дона Кинга Whirlwind, выпущенный в 1981 году и занявший 38 строчку кантри чарта.
Эммилу Харрис издала свою версию песни в качестве третьего и последнего сингла из её альбома 1989 года Bluebird. Альбом занял 15 место в кантри-чарте Биллборда, а сингл 51.
Кавер-версия песни в исполнении Стиви Никс под названием «I Still Miss Someone (Blue Eyes)» вошла в её альбом 1989 года The Other Side of the Mirror.
В 2002 году, дочь Джонни Кэша от первого брака, Розанна Кэш исполнила песню на трибьюте отцу Kindred Spirits: A Tribute to the Songs of Johnny Cash. На неё был снят видеоклип с комментарием Розанны о выборе песни.
Джимми Баффетт исполнил «I Still Miss Someone» на своём концерте в White River Amphitheatre в Обёрнё, штат Вашингтон. Концерт проходил 16 сентября 2003 года, через 4 дня после смерти Кэша, и Баффетт посвятил песню ему. Перед исполнением, Баффетт сказал, что это его любимая песня Кэша. Это был единичный случай, когда Баффетт играл песню. Выступление было записано и выпущено в ноябре того же года под названием Live in Auburn, WA.
В 2004 году, Мартина Макбрайд дуэтом с Долли Партон записала песню для своего альбома Timeless, выпущенного в 2005 году. Хотя альбом и стал хитом, пробившись на вершину кантри-чарта и в тройку лидеров Billboard Hot 200, сингл занял лишь 50 место в кантри-чарте в 2006 году.
Кавер-версия песни в исполнении гитариста группы Hot Rod Circuit Кейси Джеймса Прествуда вошла в трибьют-альбом 2008 года All Aboard: A Tribute to Johnny Cash.

## Список дисков, на которых выпускалась песня
- The Fabulous Johnny Cash (1958)
- Ring of Fire: The Best of Johnny Cash (1963)
- At Folsom Prison(1968)
- At San Quentin (1969) (только на CD-издании)
- Strawberry Cake (1976)
- Classic Cash: Hall of Fame Series (1988)
- The Man in Black 1954—1958 (1988)
- VH1 Storytellers: Johnny Cash & Willie Nelson (1998)
- 16 Biggest Hits (1999)
- Love, God, Murder (2000)
- The Essential Johnny Cash (2002)
- Johnny Cash at Madison Square Garden (2002)
- The Legend (2005)